# Saint-Révérien
Saint-Révérien és un municipi francès, situat al departament del Nièvre i a la regió de Borgonya - Franc Comtat. L'any 2007 tenia 233 habitants.

## Demografia

### Població
El 2007 la població de fet de Saint-Révérien era de 233 persones. Hi havia 113 famílies, de les quals 43 eren unipersonals (23 homes vivint sols i 20 dones vivint soles), 35 parelles sense fills, 27 parelles amb fills i 8 famílies monoparentals amb fills.
La població ha evolucionat segons el següent gràfic:
Habitants censats

### Habitatges
El 2007 hi havia 199 habitatges, 116 eren l'habitatge principal de la família, 67 eren segones residències i 16 estaven desocupats. 198 eren cases i 1 era un apartament. Dels 116 habitatges principals, 98 estaven ocupats pels seus propietaris, 13 estaven llogats i ocupats pels llogaters i 6 estaven cedits a títol gratuït; 3 tenien una cambra, 13 en tenien dues, 23 en tenien tres, 31 en tenien quatre i 46 en tenien cinc o més. 75 habitatges disposaven pel capbaix d'una plaça de pàrquing. A 71 habitatges hi havia un automòbil i a 31 n'hi havia dos o més.

## Economia
El 2007 la població en edat de treballar era de 139 persones, 78 eren actives i 61 eren inactives. De les 78 persones actives 74 estaven ocupades (47 homes i 27 dones) i 4 estaven aturades (1 home i 3 dones). De les 61 persones inactives 29 estaven jubilades, 17 estaven estudiant i 15 estaven classificades com a «altres inactius».

### Ingressos
El 2009 a Saint-Révérien hi havia 100 unitats fiscals que integraven 196 persones, la mediana anual d'ingressos fiscals per persona era de 15.211 €.

### Activitats econòmiques
Dels 6 establiments que hi havia el 2007, 1 era d'una empresa de fabricació d'altres productes industrials, 2 d'empreses de construcció, 1 d'una empresa d'informació i comunicació i 2 d'empreses de serveis.
Dels 2 establiments de servei als particulars que hi havia el 2009, 1 era un guixaire pintor i 1 lampisteria.
L'any 2000 a Saint-Révérien hi havia 10 explotacions agrícoles que ocupaven un total de 1.110 hectàrees.

## Equipaments sanitaris i escolars
El 2009 hi havia una escola elemental integrada dins d'un grup escolar amb les comunes properes formant una escola dispersa.

## Poblacions més properes
El següent diagrama mostra les poblacions més properes.